# Junior Eurovision Song Contest 2015
La tredicesima edizione del Junior Eurovision Song Contest si è svolta il 21 novembre 2015 presso l'Arena Armeec di Sofia, in Bulgaria.
Il concorso si è articolato in un'unica finale condotta da Poli Genova, ed è stato trasmesso in 24 paesi (inclusa l'Australia, la Nuova Zelanda e gli Stati Uniti). La durata totale del concorso è stata di 2 ore.
In questa edizione hanno debuttato l'Australia, sulla scia della partecipazione all'Eurovision Song Contest, e l'Irlanda. L'Albania e la Macedonia hanno confermato il loro ritorno, mentre Cipro, la Croazia e la Svezia hanno annunciato il proprio ritiro.
La vincitrice è stata Destiny Chukunyere per Malta con Not My Soul.

## Organizzazione
A seguito della vittoria italiana all'edizione 2014, ospitata nella città maltese di Marsa, l'Unione europea di radiodiffusione (UER) ha invitato il paese, come tradizione, ad ospitare l'evento l'anno seguente; tuttavia, il 15 gennaio 2015, l'emittente italiana Rai ha annunciato di aver rifiutato il diritto di ospitare la manifestazione a causa di problemi economici. A seguito di tale annuncio l'UER ha confermato che due emittenti hanno ufficialmente presentato una candidatura per organizzare la manifestazione.
Il 26 gennaio 2015, è stato annunciato che la Bulgaria con l'emittente BNT avrebbe avuto l'onore di organizzare la manifestazione battendo la candidatura di Malta (PBS).

### Scelta della sede
Il 30 marzo 2015, BNT confermò che la sede sarebbe stato l'Arena Armeec, arena multiuso collocata nella capitale bulgara. L'arena, con una capienza tra i 12 000 e 18 000 posti, ospita annualmente più di 30 eventi sportivi; è la sede del torneo di tennis Sofia Open ed ospita annualmente anche la Coppa del Mondo di ginnastica ritmica.

### Slogan e logo
Il 22 maggio 2015, durante una conferenza stampa dedicata all'Eurovision Song Contest 2015 a Vienna, viene annunciato lo slogan di questa edizione #Discover, selezionato per indicare i principali obbiettivi della manifestazione: scoprire nuova musica, conoscere nuove persone e creare nuovi legami tra diverse culture.
Il logo di questa edizione, presentato il successivo 23 giugno, rappresenta un soffione che viene soffiato dal vento, citando un gesto comunemente fatto dai bambini. Viara Ankova, direttrice dell'emittente BNT, ha dichiarato che tale logo rappresenta i giovani come i semi del futuro.

### Presentatrice
La presentatrice incaricata di condurre l'evento è stata Poli Genova, una cantante bulgara nota per aver rappresentato la Bulgaria all'Eurovision Song Contest 2011 a Düsseldorf con il brano Na Inat.

## Stati partecipanti

Stati partecipanti
Stati che hanno partecipato in passato ma non nel 2015

Stati partecipanti
     Stati che hanno partecipato in passato ma non nel 2015
| Stato                    | Artista                                | Brano                    | Lingua                         | Processo di selezione                                                                            |
| ------------------------ | -------------------------------------- | ------------------------ | ------------------------------ | ------------------------------------------------------------------------------------------------ |
| Albania                  | Mishela Rapo                           | Dambaje                  | Albanese, inglese, immaginaria | Festivali i Këngës për Fëmijë 52, 27 maggio 2015                                                 |
| Armenia                  | Mika                                   | Love                     | Armeno, inglese                | Interno, 14 luglio 2015 per l'artista; 6 ottobre 2015 per il brano                               |
| Australia                | Bella Paige                            | My Girls                 | Inglese                        | Interno, 8 ottobre 2015                                                                          |
| Bielorussia              | Ruslan Aslanaŭ                         | Volšebstvo (Magic)       | Russo, inglese                 | Nacional'nyj otbor 2015, 21 agosto 2015                                                          |
| Bulgaria (organizzatore) | Gabriela Jordanova & Ivan Stojanov     | Colour of Hope           | Bulgaro                        | Nacionalen final, 8 settembre 2015 per gli artisti; 18 ottobre 2015 per il brano                 |
| Georgia                  | The Virus                              | Gabede                   | Georgiano                      | Interno, 25 settembre 2015 per il gruppo; 8 ottobre 2015 per il brano                            |
| Irlanda                  | Aimee Banks                            | Réalta na mara           | Irlandese, latino              | Junior Eurovision Éire, 8 novembre 2015                                                          |
| Italia                   | Chiara & Martina                       | Viva                     | Italiano, inglese              | Ti lascio una canzone, 19 settembre 2015 per le artiste; 12 ottobre 2015 per il brano            |
| Macedonia                | Ivana Petkovska & Magdalena Aleksovska | Pletenka - Braid of Love | Macedone, inglese              | Interno, 17 marzo 2015 per le artiste; 9 ottobre 2015 per il brano                               |
| Malta                    | Destiny Chukunyere                     | Not My Soul              | Inglese                        | Malta Junior Eurovision Song Contest, 11 luglio 2015 per l'artista; 24 ottobre 2015 per il brano |
| Montenegro               | Jana Mirković                          | Oluja                    | Montenegrino                   | Interno, 1º luglio 2015                                                                          |
| Paesi Bassi              | Shalisa                                | Million Lights           | Olandese, inglese              | Junior Songfestival 2015, 3 ottobre 2015                                                         |
| Russia                   | Michail Smirnov                        | Mečta (Dream)            | Russo, inglese                 | Junior EuroSong 2015, 25 settembre 2015                                                          |
| San Marino               | Kamilla Ismailova                      | Mirror                   | Italiano, inglese              | Interno, 29 ottobre 2015                                                                         |
| Serbia                   | Lena Stamenković                       | Lenina pesma             | Serbo                          | Interno, 21 settembre 2015                                                                       |
| Slovenia                 | Lina Kuduzović                         | Prva ljubezen            | Sloveno, inglese, italiano     | Mini EMA, 4 ottobre 2015                                                                         |
| Ucraina                  | Anna Trinčer                           | Počny z sebe             | Ucraino, inglese               | Nacvidbir 2015, 22 agosto 2015                                                                   |

## L'evento
La manifestazione si è svolta il 21 novembre 2015 alle 19:30 CET; vi hanno gareggiato 17 paesi.
La serata è stata aperta da un'esibizione rivisitata di Planet of the Children di Krisja, Hasan & Ibrahim, mentre come Interval Act si sono esibiti Vincenzo Cantiello, vincitore dell'edizione precedente con Tu primo grande amore e, infine, tutti i partecipanti con la common song #Discover.
| N° | Stato       | Artista                                | Brano                    | Punti | Posizione |
| -- | ----------- | -------------------------------------- | ------------------------ | ----- | --------- |
| 1  | Serbia      | Lena Stamenković                       | Lenina pesma             | 79    | 7         |
| 2  | Georgia     | The Virus                              | Gabede                   | 51    | 10        |
| 3  | Slovenia    | Lina Kuduzović                         | Prva ljubezen            | 112   | 3         |
| 4  | Italia      | Chiara & Martina                       | Viva                     | 34    | 16        |
| 5  | Paesi Bassi | Shalisa                                | Million Lights           | 35    | 15        |
| 6  | Australia   | Bella Paige                            | My Girls                 | 64    | 8         |
| 7  | Irlanda     | Aimee Banks                            | Réalta na mara           | 36    | 12        |
| 8  | Russia      | Michail Smirnov                        | Mečta (Dream)            | 80    | 6         |
| 9  | Macedonia   | Ivana Petkovska & Magdalena Aleksovska | Pletenka - Braid of Love | 26    | 17        |
| 10 | Bielorussia | Ruslan Aslanaŭ                         | Volšebstvo (Magic)       | 105   | 4         |
| 11 | Armenia     | Mika                                   | Love                     | 176   | 2         |
| 12 | Ucraina     | Anna Trinčer                           | Počny z sebe             | 38    | 11        |
| 13 | Bulgaria    | Gabriela Jordanova & Ivan Stojanov     | Colour of Hope           | 62    | 9         |
| 14 | San Marino  | Kamilla Ismailova                      | Mirror                   | 36    | 14        |
| 15 | Malta       | Destiny Chukunyere                     | Not My Soul              | 185   | 1         |
| 16 | Albania     | Mishela Rapo                           | Dambaje                  | 93    | 5         |
| 17 | Montenegro  | Jana Mirković                          | Oluja                    | 36    | 13        |

12 punti
| N. | A          | Da                                                                                      |
| -- | ---------- | --------------------------------------------------------------------------------------- |
| 8  | Malta      | Giuria dei ragazzi, Albania, Armenia, Australia, Bulgaria, San Marino, Serbia, Slovenia |
| 4  | Armenia    | Bielorussia, Georgia, Paesi Bassi, Russia                                               |
| 2  | Serbia     | Macedonia, Montenegro                                                                   |
| 1  | Albania    | Italia                                                                                  |
| 1  | Bulgaria   | Irlanda                                                                                 |
| 1  | Italia     | Malta                                                                                   |
| 1  | San Marino | Ucraina                                                                                 |

## Trasmissione dell'evento e commentatori

### Televisione e radio
| Paese         | Emittente                                                                  | Stazione                                                                   | Commentatori                        | Note   |
| ------------- | -------------------------------------------------------------------------- | -------------------------------------------------------------------------- | ----------------------------------- | ------ |
| Albania       | RTSH                                                                       | RTSH 1 RTSH Muzikë Radio Tirana                                            | Andri Xhahu                         | [ 35 ] |
| Armenia       | ARMTV                                                                      | Armenia 1                                                                  | Avet Barseghyan                     | [ 36 ] |
| Australia     | SBS                                                                        | SBS One                                                                    | Ash London Toby Truslove            | [ 37 ] |
| Bielorussia   | BTRC                                                                       | Belarus 1 Belarus 24                                                       | Anatol' Lipecki                     | [ 38 ] |
| Bulgaria      | BNT                                                                        | BNT 1 BNT HD BNT World                                                     | Elena Rozberg Georgi Kušvaliev      |        |
| Georgia       | GPB                                                                        | 1TV                                                                        | Tuta Chkheidze                      | [ 39 ] |
| Irlanda       | TG4                                                                        | TG4                                                                        | Stiofán Ó Fearail Caitlín Nic Aoidh | [ 40 ] |
| Italia        | Rai                                                                        | Rai Gulp                                                                   | Simone Lijoi                        | [ 41 ] |
| Macedonia     | MRT                                                                        | MRT 1                                                                      | Tina Tautoviќ Spasija Veljanoska    |        |
| Malta         | PBS                                                                        | TVM TVM2                                                                   | Corazon Mizzi                       | [ 43 ] |
| Montenegro    | RTCG                                                                       | TV CG 2                                                                    | Dražen Bauković Tamara Ivanković    |        |
| Nuova Zelanda | World FM                                                                   | World FM                                                                   | Ewan Spence                         | [ 44 ] |
| Paesi Bassi   | NPO                                                                        | NPO 3                                                                      | Jan Smit                            | [ 45 ] |
| Regno Unito   | Cotswold FM Fun Kids Oystermouth Radio Radio Six International Shore Radio | Cotswold FM Fun Kids Oystermouth Radio Radio Six International Shore Radio | Ewan Spence                         | [ 44 ] |
| Russia        | VGTRK                                                                      | Karusel                                                                    | Ol'ga Šelest                        |        |
| San Marino    | SMRTV                                                                      | San Marino RTV Radio San Marino                                            | Lia Fiorio Gilberto Gattei          | [ 46 ] |
| Serbia        | RTS                                                                        | RTS 2                                                                      | Silvana Grujić                      | [ 47 ] |
| Singapore     | 247 Music Radio                                                            | 247 Music Radio                                                            | Ewan Spence                         | [ 44 ] |
| Slovenia      | RTV SLO                                                                    | TV SLO 1                                                                   | Andrej Hofer                        | [ 48 ] |
| Stati Uniti   | WUSB                                                                       | WUSB                                                                       | Ewan Spence                         | [ 44 ] |
| Ucraina       | NTU                                                                        | Peršyj Natsional'nyj                                                       | Timur Mirošnyčenko                  |        |

### Streaming
| Paese    | Emittente | Piattaforma   |
| -------- | --------- | ------------- |
| Germania | ARD/NDR   | Eurovision.de |
| Mondo    | YouTube   | YouTube       |

## Portavoce
I portavoce ed il loro ordine di apparizione sono stati:
- Giuria dei ragazzi: Krisija Todorova (Rappresentante della Bulgaria al Junior Eurovision Song Contest 2014)
- Serbia: Dunja Jeličić
- Georgia: Lizi Pop (Rappresentante dello Stato al Junior Eurovision Song Contest 2014)
- Slovenia: Nikola Petek
- Italia: Vincenzo Cantiello (Vincitore del Junior Eurovision Song Contest 2014)
- Paesi Bassi: Julia van Bergen (Rappresentante dello Stato al Junior Eurovision Song Contest 2014)
- Australia: Ellie Blackwell
- Irlanda: Anna Banks
- Russia: Sofija Dolganova
- Macedonia: Aleksandrija Čaliovski
- Bielorussia: Lera Drobyšėŭskaja
- Armenia: Betty (Rappresentante dello Stato al Junior Eurovision Song Contest 2014)
- Ucraina: Sofija Kutsenko (Rappresentante dello Stato al Junior Eurovision Song Contest 2014 come parte delle Sympho-Nick)
- Bulgaria: Vladimir Petkov
- San Marino: Arianna Ulivi (Rappresentante dello Stato al Junior Eurovision Song Contest 2014 come parte di The Peppermints)
- Malta: Federica Falzon (Rappresentante dello Stato al Junior Eurovision Song Contest 2014)
- Albania: Majda Bejzade
- Montenegro: Lejla Vulić (Rappresentante dello Stato al Junior Eurovision Song Contest 2014)

## Giuria
I giurati sono stati:
- Albania: Zana Shuteriqi, Eriona Rushiti, Kristaq Koçi, Enis Mulla ed Hajk Zaharian
- Armenia: Arthur Asatyan, Inga Arshakyan, Erik Krapetyan, Emma Asatryan ed Alla Levonyan
- Australia: Richard Wilkins, Murray James Cook, Monica Trapaga, Natascha Cupitt e Ben Thatcher
- Bielorussia: Iskui Abaljan, Alena Traščynskaja, Taccjana Sjamënava, Ury Naŭracki ed Anatolij Mukalaj
- Bulgaria: Atanas Stojanov, Ivo Todorov, Gergana Turijska, Tedi Kacarova e Hajgašot Agasjan
- Georgia: Nato Dumbadze, Natalia Xarashvili, Maka Davitaia, Oto Nemsadze e Goga Meskhi
- Irlanda: Caitríona Ní Cheannabáin, Gearóid Ó Murchú, Aoife Scott, Morgan Cooke e Keith Ó Briain
- Italia: Marida Caterini, Stefania Zizzari, Andrea Corba, Michele Bertocchi e Carolina Rey
- Macedonia: Božidar Noev, Boban Mirkovski, Ksenija Nikolova, Trajče Organdžev e Maja Vukičeviḱ
- Malta: Amber Bondin, Georgina Abela, Christabelle Borg, Dorian Cassar e Deborah Cassar
- Montenegro: Mihailo Radonjić, Predrag Nedeljković, Slobodan Bučevać, Sanja Perić e Tina Lazarević
- Paesi Bassi: Tjeerd van Zanen, Kirsten Schneider, Rachel Traets, Marlou Wens e Samantha Traets
- Russia: Sati Kazanova, Julija Načalova, Sergej Šhirokov, Anna SHulgina e Marija Koževnikova
- San Marino: Viola Conti, Nicola Della Valle, Barbara Andreini, Francesco Stefanelli e Matteo Venturini
- Serbia: Ana Stanić, Aleksandar Illia, Marija Marković, Lena Kovačević ed Ivona Menzalin
- Slovenia: Alenka Godec, Miha Gorse, Nuska Drascek, Lea Sirk e Bostjan Grabnar
- Ucraina: Natalija Mjedvedjeva, Jevhen Matjušenko, Andrij Jakymenko, Mychjlo Nekrasov ed Alla Popova

Ogni giurato ha votato i 10 brani preferiti, usando lo stesso sistema di assegnazione dei punti della manifestazione; la somma di tutti i punteggi dei giurati ha fornito il risultato complessivo della giuria. L'UER non ha reso noti i nomi della giuria dei ragazzi per motivi di riservatezza.

## Stati non partecipanti
- Austria: il 10 gennaio 2015 ORF ha dichiarato che non avrebbe debuttato in questa edizione.[51]
- Belgio: il 23 giugno 2015 Ketnet, canale dedicato ai ragazzi del gruppo VRT, ha confermato che non al momento non aveva alcun piano per il ritorno alla competizione.[52]
- Cipro: il 29 giugno 2015 CyBC ha dichiarato che non avrebbe preso parte a quest'edizione per motivi economici.[53]
- Croazia: il 23 giugno 2015 HRT ha annunciato il ritiro dalla manifestazione.[54]
- Francia: il 24 giugno 2015 France 2 ha annunciato che non sarebbe tornata a competere nella manifestazione.[55]
- Germania: l'8 gennaio 2015 ZDF ha dichiarato che non avrebbe partecipato a questa edizione.[56]
- Grecia: l'11 giugno 2015 ERT  ha confermato che non era stata ancora presa una decisione sulla partecipazione in questa edizione.[57] Il successivo 7 ottobre l'UER ha confermato la non partecipazione del paese alla competizione.[58]
- Lettonia: il 16 marzo 2015 LTV ha annunciato che non avrebbe preso parte all'evento.[59]
- Regno Unito: il 17 marzo 2015 ITV ha confermato che non avrebbe partecipato in quest'edizione.[60]
- Rep. Ceca: il 19 marzo 2015 ČT ha confermato che non avrebbe debuttato nella competizione.[61]
- Romania: il 4 giugno 2015 TVR ha confermato che non avrebbe partecipato in quest'edizione per mancanza d'interesse.[62]
- Svezia: il 29 giugno 2015 SVT ha annunciato il ritiro dall'evento, per concertarsi su progetti nazionali dedicati ai giovani artisti e sull'organizzazione dell'Eurovision Song Contest 2016.[63]
- Svizzera: il 3 giugno 2015 RSI ha confermato che non avrebbe preso parte all'evento.[64]
- Spagna: dopo aver discusso su un possibile ritorno, l'8 settembre 2015 l'UER ha confermato la non partecipazione del paese alla competizione.[58]